# Polzet
Polzet és un dels vuit contes de fades publicats per Charles Perrault a Histoires ou Contes du temps passé (1697), ara mundialment conegut.  Narra les aventures del protagonista homònim, un noi petit com un polze. És el tipus 327B d'Aarne-Thompson, el nen petit derrota l'ogre (en altres versions d'aquest conte de fades el personatge és un gegant). Aquest tipus de conte de fades, en la tradició oral francesa, sovint es combina amb motius del tipus 327A, similars a Hansel i Gretel; un d'aquests contes és Els nens perduts.
La història es va publicar per primera vegada en anglès com a Little Poucet a la traducció de Robert Samber del llibre de Perrault " Histories, or Tales of Past Times " de 1729. El 1764, el nom de l'heroi es va canviar a Little Thumb . El 1804, William Godwin, a " Tabart's Collection of Popular Stories for the Nursery ", la va canviar el títol de Hop o' my Thumb, un terme que era comú al segle XVI, referint-se a una persona petita.

## Argument
Un matrimoni molt pobre decideix abandonar els seus set fills al bosc perquè no poden mantenir-los. El més petit, anomenat Polzet per la seva mida, troba el camí de tornada perquè ha anat deixant pedretes com a rastre. Els pares tornen a dur els fills al bosc i en Polzet torna a deixar un rastre, però amb molles de pa que els ocells es mengen. Sols, els nens arriben a una casa molt gran i demanen aixopluc. La dona els avisa que està casada amb un ogre que els pot menjar però ells s'hi queden igualment.
A la nit, els set germans dormen en un gran llit. En Polzet veu que l'ogre té set filles, que dormen amb les seves corones posades, i les agafa per donar-les als seus germans. Quan l'ogre entra de nit per menjar-se els germans, com que és fosc, a les palpentes troba els caps nus de les filles i se les menja, respectant les figures amb les corones. Mentrestant, en Polzet i els germans aprofiten per fugir.
Enfurismat, l'ogre es calça les botes de set llegües, les més ràpides del món, i parteix a la recerca dels germans. S'atura, però, una estona per descansar i s'adorm. En Polzet aprofita per robar-li les botes i torna a casa de l'ogre, on li diu a la dona que han segrestat el seu marit i que necessita un rescat. El mateix ogre, afirma, li ha deixat les seves botes com a prova que és cert el que comenta. La dona el creu i li dona una gran fortuna, que en Polzet entrega als seus pares perquè tots puguin viure feliços.
La segona meitat de la història tracta d'un ogre, que l'heroi supera en astúcia. S'assembla a l'enamorat Roland i a Temisto.

## Anàlisi
La història d'en Polzet té molts paral·lelismes amb Hänsel i Gretel: el fet que els pares abandonin els fills al bosc, l'ardit de les molles de pa per trobar el camí de tornada, la trobada amb un monstre que els vol menjar i el final feliç amb la fortuna robada a l'antagonista de la història gràcies a l'astúcia d'un dels germans. Probablement les dues històries hagin sorgit d'una mateixa font oral.
L'enginy és l'arma del menor dels germans per aconseguir els seus objectius amb l'ajuda d'un objecte màgic (les botes). Aquests dos trets són típics dels contes de fades, com una manera de mostrar que amb les pròpies qualitats es podia vèncer i prosperar, enfront del determinisme social de l'època, marcada per la pobresa. Per això el final feliç sempre està associat a la riquesa.
L'ogre s'adorm i per això és derrotat, en una crida contra la peresa present a faules com La llebre i la tortuga i altres similars. Un possible origen seria la història de Polifem a l'Odissea, on un ciclop (semblant a un ogre) s'adorm i això el condemna.